# Alfred Schmidt (filosof)
 For alternative betydninger, se Alfred Schmidt. (Se også artikler, som begynder med Alfred Schmidt)
Alfred Schmidt (født 19. maj 1931 i Berlin, død 28. august 2012 i Frankfurt am Main) var en tysk filosof, som tilhørte Frankfurterskolen.

## Værker
- Der Begriff der Natur in der Lehre von Marx. Europäische Verlagsanstalt, Frankfurt am Main 1962. (Naturbegrebet hos Marx. Oversat af Svend Dindler. Rhodos, 1976, ISBN 87-7496-489-5.)
- Zur Idee der Kritischen Theorie. Elemente der Philosophie Max Horkheimers. Hanser, München 1974, ISBN 3-446-11863-2.
- Kritische Theorie, Humanismus, Aufklärung. Philosophische Arbeiten. Reclam, Stuttgart 1981, ISBN 3-15-009977-3.
- Goethes herrlich leuchtende Natur. Philosophische Studie zur deutschen Spätaufklärung. Hanser, München 1984, ISBN 3-446-14141-3.
- Die Wahrheit im Gewande der Lüge. Schopenhauers Religionsphilosophie. Piper, München/Zürich 1986, ISBN 3-492-10639-0.

Oversætter
- Robert Paul Wolff, Barrington Moore, Herbert Marcuse: Kritik der reinen Toleranz. Suhrkamp, Frankfurt/M. 1966. (A Critique of Pure Tolerance)
- Herbert Marcuse: Der eindimensionale Mensch. Studien zur Ideologie der fortgeschrittenen Industriegesellschaft. Luchterhand, Neuwied/Berlin 1967. (One-Dimensional Man)

Udgiver
- Max Horkheimer: Gesammelte Schriften, Bände 1–19. Herausgegeben von Alfred Schmidt und Gunzelin Schmid Noerr. S. Fischer, Frankfurt, 1985–1996.

## Ekstern henvisning
- Lorenz Jäger: Zum Tode von Alfred Schmidt: Begriffene Natur (Frankfurter Allgemeine Zeitung, 29. august 2012)
- Obituaries: Alfred Schmidt (The Times, London, 10. oktober 2012)